# Маньи-ла-Виль
Маньи́-ла-Виль (фр. Magny-la-Ville) — коммуна во Франции, находится в регионе Бургундия. Департамент коммуны — Кот-д’Ор. Входит в состав кантона Семюр-ан-Осуа. Округ коммуны — Монбар.
Код INSEE коммуны — 21365.

## Население
Население коммуны на 2010 год составляло 82 человека.
| 1962 | 1968 | 1975 | 1982 | 1990 | 1999 | 2010 |
| ---- | ---- | ---- | ---- | ---- | ---- | ---- |
| 79   | 48   | 54   | 67   | 59   | 65   | 82   |

## Экономика
В 2010 году среди 52 человек трудоспособного возраста (15—64 лет) 37 были экономически активными, 15 — неактивными (показатель активности — 71,2 %, в 1999 году было 69,8 %). Из 37 активных жителей работали 35 человек (19 мужчин и 16 женщин), безработных было 2 (0 мужчин и 2 женщины). Среди 15 неактивных 1 человек была учеником или студентом, 10 — пенсионерами, 4 были неактивными по другим причинам.